# Mountain View (Colorado)
Mountain View è un centro abitato (town) degli Stati Uniti d'America, situato nella contea di Jefferson dello Stato del Colorado. Nel censimento del 2000 la popolazione era di 569 abitanti.

## Geografia fisica
Secondo i rilevamenti dell'United States Census Bureau, Mountain View si estende su una superficie di 0,2 km².